# John Nekadio
John Mayanga Nekadio (Kinshasa, 6 januari 2002) is een Congolees voetballer die sinds 2023 uitkomt voor RFC Seraing.

## Carrière
Nekadio maakte in januari 2020 achttienjarige leeftijd de overstap van FC Trinité naar Standard Luik. Op 19 augustus 2022 maakte hij zijn profdebuut in het shirt van SL16 FC, het tweede elftal van de club dat vanaf het seizoen 2022/23 uitkomt in Eerste klasse B. Tijdens de heenronde mocht hij vijf keer starten van trainer Joseph Laumann.
Op 31 januari 2023 ondertekende hij een contract tot het einde van het seizoen met optie op een extra jaar bij RFC Seraing.

## Clubstatistieken
| Seizoen         | Club            | Land            | Competitie      | Competitie | Competitie | Beker | Beker | Supercup | Supercup | Europees | Europees | Totaal | Totaal |
| Seizoen         | Club            | Land            | Competitie      | Wed.       | Dlp.       | Wed.  | Dlp.  | Wed.     | Dlp.     | Wed.     | Dlp.     | Wed.   | Dlp.   |
| --------------- | --------------- | --------------- | --------------- | ---------- | ---------- | ----- | ----- | -------- | -------- | -------- | -------- | ------ | ------ |
| 2022/23         | SL16 FC         | Vlag van België | Eerste klasse B | 5          | 0          | —     | —     | —        | —        | —        | —        | 5      | 0      |
| 2022/23         | RFC Seraing     | Vlag van België | Eerste klasse A | 0          | 0          | 0     | 0     | —        | —        | —        | —        | 0      | 0      |
| Carrière totaal | Carrière totaal | Carrière totaal | Carrière totaal | 5          | 0          | 0     | 0     | 0        | 0        | 0        | 0        | 5      | 0      |

Bijgewerkt op 31 januari 2023.

## Privé
- Nekadio is de jongere broer van profvoetballer Christian Luyindama, die eveneens het shirt van Standard Luik droeg.[1]

1 Galjé ·
2 Sylla ·
4 Tshibuabua ·
6 Cachbach ·
8 Kilota ·
9 Elisor ·
10 Marius ·
11 Abanda ·
12 Bernier ·
14 Guillaume ·
15 Lahssaini ·
16 Martin ·
18 Poaty ·
20 Ba ·
21 Sambu ·
23 Lepoint ·
30 Dietsch ·
34 Trémoulet ·
35 Conceição ·
40 Opare ·
52 Serwy ·
53 D'Onofrio ·
61 Silini ·
67 Renzulli ·
70 Solheid ·
Coach: Jeunechamps